# Гослісопитомник (Волгоградська область)
Гослісопитомник (рос. Гослесопитомник) — селище у Новоаннінському районі Волгоградської області Російської Федерації.
Населення становить 57 осіб. Входить до складу муніципального утворення Філоновське сільське поселення.

## Історія
Селище розташоване у межах українського історичного та культурного регіону Жовтий Клин.
Згідно із законом від 21 грудня 2004 року № 970-ОД органом місцевого самоврядування є Філоновське сільське поселення.

## Населення
| 2010 |
| ---- |
| 57   |